# اوشا کیران
اوشا کیران (انگلیسی: Usha Kiran; ۲۲ آوریل ۱۹۲۹ – ۹ مارس ۲۰۰۰) هنرپیشه اهل هند بود.
از فیلم‌ها یا برنامه‌های تلویزیونی که وی در آن نقش داشته‌است می‌توان به دزدکی دزدکی، نگاه، لکه‌دار و بادبان اشاره کرد.
وی همچنین برندهٔ جوایزی همچون جایزه فیلم‌فیر شده‌است.